# Almançora (distrito de Gardaia)
Mansourah é um distrito localizado na província de Gardaia, Argélia. Sua capital é a cidade de Almançora. A população total do distrito era de 5 893 habitantes, em 2005.[carece de fontes?]

## Municípios
O distrito é composto por dois municípios:
- Almançora
- Hassi Fehal